# Pierre Simon Jaillot
Pour les articles homonymes, voir Jaillot.
Pierre Simon Jaillot est un sculpteur français d'objets en ivoire, en buis et en ébène,  né à Avignon-lès-Saint-Claude (Jura) en 1631, mort le 23 septembre 1681 à Paris. C'est le frère du géographe Alexis-Hubert Jaillot.

## Biographie
Pierre Simon Jaillot se forme aux côtés de son frère Alexis Hubert à Saint-Claude.
D'abord membre de l'Académie de Saint-Luc, il fut reçu à l'Académie royale de peinture et de sculpture le 28 mai 1661 en présentant une sculpture en ivoire: Un Christ mourant sur la croix. D'un caractère violent, il insulta le peintre Charles Le Brun et son protecteur Pierre Séguier, ce qui lui valut d'être exclu de l'Académie en 1673 après la publication d'un libelle injurieux. Son morceau de réception fut offert à l'hôpital des Petites-maisons. Décédé en sa maison, quai des Augustins, il fut inhumé le 24 septembre 1681, service religieux à Saint-André-des-Arcs
Émile Bellier de la Chavignerie cite d'autres Jaillot ayant assisté à l'enterrement de son frère Alexis-Hubert Jaillot, sans préciser leurs liens de parenté : Hubert-Joseph Jaillot, conseiller du roi, maître des eaux et forêts et capitaine des chasses de Fontainebleau et Bernard-Jean-Hyacinthe Jaillot, géographe du roi, demeurant quai de l'Horloge.

## Œuvre s

### Localisées
- Londres, Victoria and Albert museum, Figures d'une Crucifixion, ivoire, 1664 ; historique : de Meymard, curé de Saint-Germain-l'Auxerrois, 1787 ; Fernand Robert, vente Paris, mai, 1903; acquis à cette vente par Lord Astor ;puis figure à la vente du château d'Hever, Londres, Sotheby's, 4 mai 1983, no 332 ; acquis à cette vente par un collectionneur américain qui ne peut exporter l'objet car celui-ci a fait l'objet d'un interdiction de sortie du territoire britannique ; acheté en 1983, au collectionneur américain via Sotheby's par le Victoria and Albert museum grâce à L'Art Fund.
- Paris, musée du Louvre, Saint Sébastien, ivoire, 0,32 m, 1662, préempté le 11 octobre 2014 dans une vente aux enchères à Dijon[3].
- Saint-Cloud, musée du Grand Siècle, Christ en croix en ivoire, 41 x 28,5 cm, signé et daté de 1664[2]

#### Attributions possibles
- Musée Saint-Loup de Troyes, crucifix en buis, 40 x 30 cm[2]

### Non localisées
- Chermizy-Ailles, (Aisne), Crucifix, 0,48, 1664, disparu à une date incertaine[3].
- Paris, église de la chartreuse de Vauvert, deux anges en bronze, installés en 1704[4].
- Paris, Hôpital des Petites-Maisons ; Antoine Nicolas Dezallier d'Argenville dans son Voyage pittoresque, (édition de 1778), indique que Le Christ de 1661 était toujours dans cet établissement.
- Collection privée, "Marie" et "Saint Jean", ivoires datés d'environ 1670 exposés à Florence en 2013 par l'antiquaire Alessandro Cesati de Milan lors de la XXVIII Biennale Internazionale dell'Antiquariato di Palazzo Corsini[5].

## Vers de l'abbé de Marollessur les frères Jaillot
« L'un et l'autre Jaillot, deux admirables frères,
Du lieu de Saint-Oyan dans la Franche-Comté,
Sur l'yvoire exprimant toute leur volonté,
L'animent par leur main sur des sujets contraires.
Par Simon on diroit que la matière endure ;
Hubert la fait plier de la mesme façon,
De quelle utilité profite leur leçon ?
Et qui peut mieux former une noble figure ?»
Livre de la ville de Paris.